# Kalicupak Kidul
Kalicupak Kidul is een bestuurslaag in het regentschap Banyumas van de provincie Midden-Java, Indonesië. Kalicupak Kidul telt 1684 inwoners (volkstelling 2010).